# Paludititan
Paludititan là một chi khủng long, được Csiki Codrea Jipa-Murzea & Godefroit mô tả khoa học năm 2010.